# Marko Simić
Marko Simić (en cyrillique : Марко Симић), né le 16 juin 1987 à Obrenovac en Yougoslavie, aujourd'hui en Serbie, est un footballeur international monténégrin, qui évolue au poste de défenseur.

## Biographie

### Carrière en club
Marko Simić commence le football avec l'équipe des jeunes du FK Partizan Belgrade. En janvier 2007, il rejoint le Spartak Varna en A PFL, il dispute aucune rencontre. Un mois plus tard, il rejoint le Tchernomorets Byala en troisième division bulgare.
Durant l'été 2007, il rejoint le FK Radnički 1923 en troisième division serbe. En janvier 2008, il signe au OFK Mladenovac en Prva Liga Srbije. 
La saison suivante, il rejoint le Budapest Honvéd en Nemzeti Bajnokság I, il dispute seulement deux rencontres. En été 2009, il retourne en Serbie au FK Bežanija. L'été suivant, il rejoint le FK Jagodina en SuperLiga Srbije, il dispute 12 matches et un but lors de la première moitié de la saison 2010-11.
Durant la pause hivernale de 2011, il signe au BATE Borisov en Vysshaya Liga. Il dispute avec le BATE à deux phases de groupes de la Ligue des champions en 2011 et 2012. Il remporte deux fois le championnat.
Le 17 janvier 2013, il rejoint le Kayserispor en Süper Lig, dont l'entraîneur de l'époque, Robert Prosinečki, a contribué à amener Simić au club. En juillet 2016, il rejoint librement, l'Hapoël Tel-Aviv en Ligat HaAl. Il dispute seulement 6 rencontres de championnat.
Le 14 mars 2017, il a signé un accord à court terme avec le FK Rostov jusqu'à la fin de la saison 2016-17 après que Vladimir Granat, a subi une blessure jusqu'à la fin de la saison.

### Carrière internationale
Marko Simić compte 22 sélections avec l'équipe du Monténégro depuis 2013,.
Le 29 septembre 2011, il est convoqué pour la première fois en équipe de Serbie par le sélectionneur national Vladimir Petrović, pour des matchs des éliminatoires de l'Euro 2012 contre l'Italie et la Slovénie, mais n'entre pas en jeu.
Il est convoqué pour la première fois en équipe du Monténégro par le sélectionneur national Branko Brnović, pour un match amical contre la Biélorussie le 14 août 2013. La rencontre se solde par un match nul de 1-1.

## Palmarès
- Avec le BATE Borisov
  - Champion de Biélorussie en 2011 et 2012